# Super Bowl LII
Super Bowl LII var den 52:a upplagan av Super Bowl som är finalmatchen i NFL för säsongen 2017. De respektive vinnarna i konferenserna American Football Conference, New England Patriots, och National Football Conference, Philadelphia Eagles, möttes på U.S. Bank Stadium i Minneapolis den 4 februari 2018. Philadelphia Eagles vann matchen med 41-33.